# Basilique Santi Bonifacio e Alessio
Pour les articles homonymes, voir Église Saint-Alexis.
La basilique Santi Bonifacio e Alessio (en français : basilique Saints Boniface et Alexis) est une basilique mineure située à Rome sur l'Aventin et dédiée à Alexis de Rome (initialement seul) et à Boniface de Tarse (en). Son origine est très ancienne (une chapelle de monastère du Ve siècle) ; d'importants travaux effectués au XVIIIe siècle ont transformé son intérieur en édifice baroque. Depuis 1860, elle est confiée aux religieux somasques qui en assurent les services pastoraux.

## Histoire

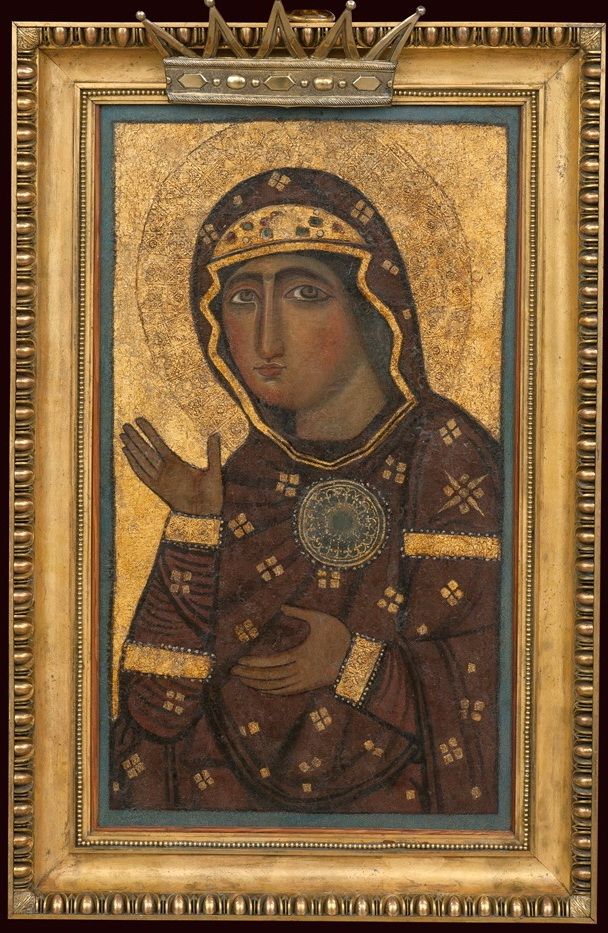
Madonna di Sant’ Alessio (Madonna dell'Intercessione)

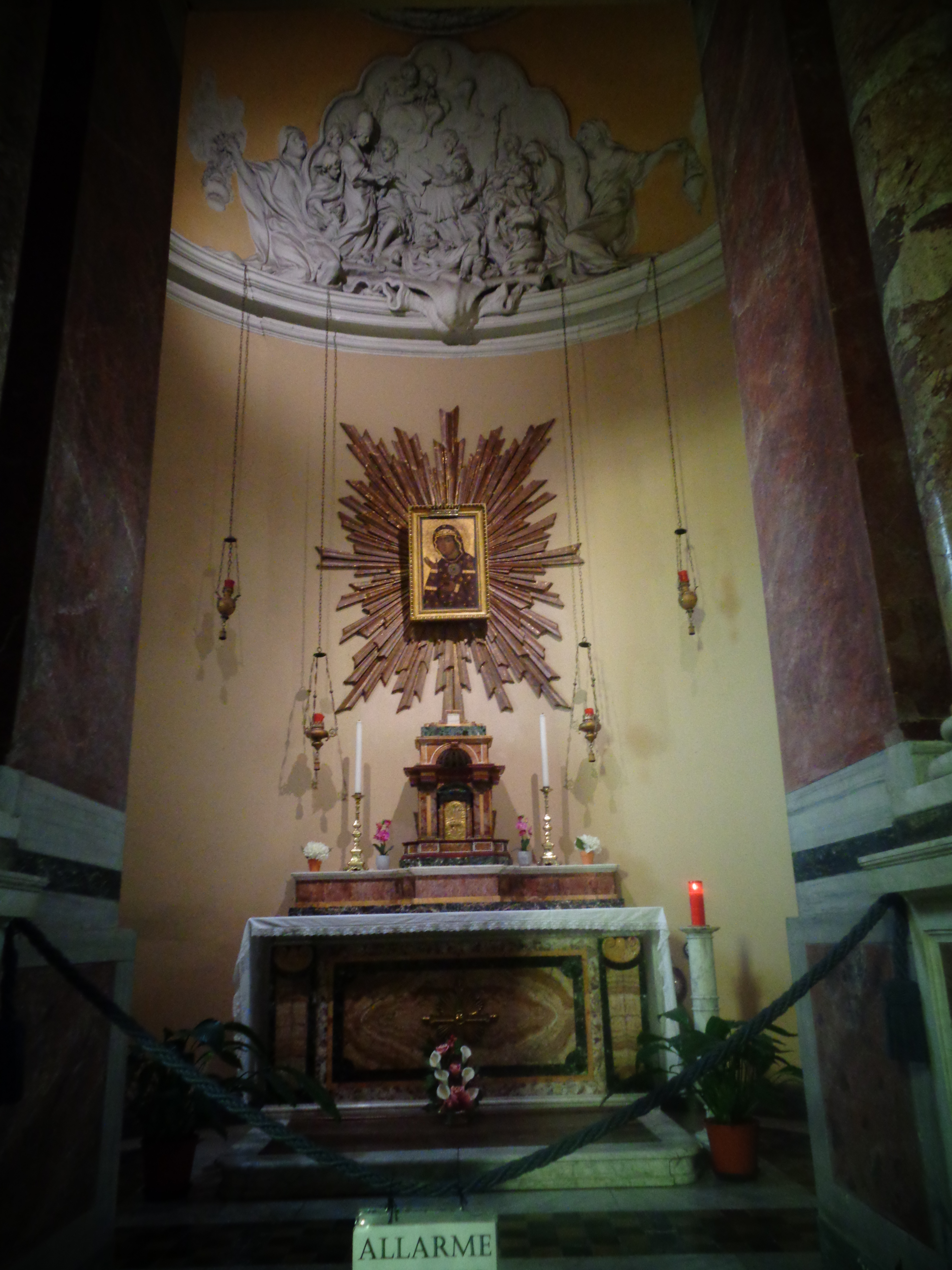
Madonna di Sant'Alessio

Fondée au IIIe ou au IVe siècle comme chapelle du petit monastère Saint Alexis, elle fut restaurée en 1216 par Honorius III. Il reste de cette époque plusieurs colonnes dans la partie Est de l'abside. Elle fut encore restaurée en 1582 puis dans les années 1750 par Tommaso De Marchis, et enfin entre 1852 et 1860 par les pères Somasques.
Le maître-autel date de l'époque de Marchis tout comme la façade de style renaissance qui elle-même prend appui sur le portique médiéval.
L'église est flanquée d'un clocher roman.

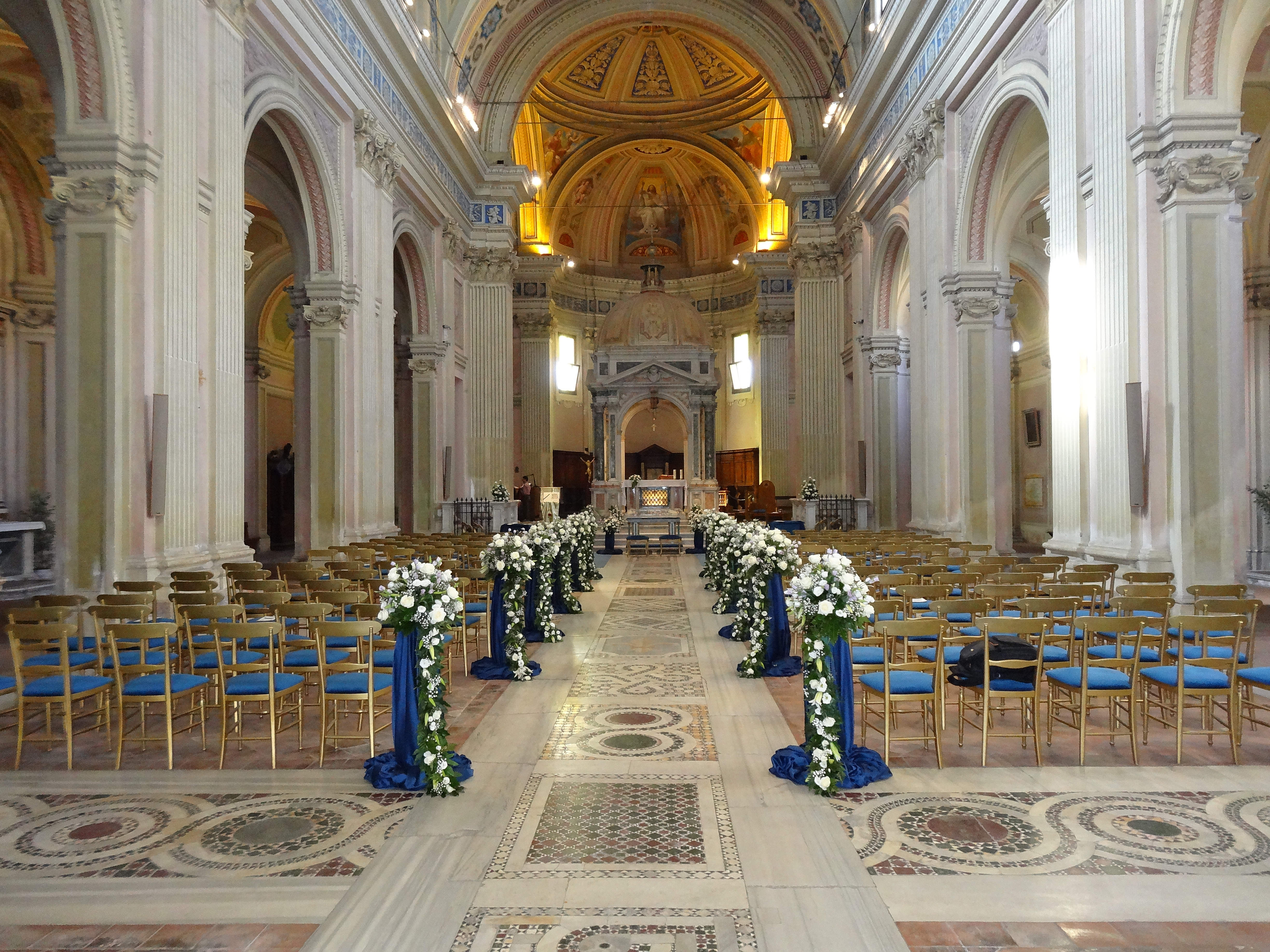
Intérieur de l'église

Dans la travée sud de la nef se trouve le monument funéraire de Eleonora Boncompagni Borghese qui date de 1693 et qui a été réalisé par Giovan Contini Batiste. Dans le transept sud se trouve la chapelle de Charles IV d'Espagne, dans laquelle est conservée une icône de l'assomption de la Vierge Marie (Madone de Saint-Alexis (en), Madonna dell' Intercessione) qui - selon la tradition légendaire - daterait du IIIe siècle, et aurait été rapportée d'Orient par Saint-Alexis.
Sous l'église se trouve une crypte romane, dont l'autel contient les reliques de saint Thomas Becket. Ses murs sont ornés de fresques du XIIe siècle représentant l'Agneau de Dieu et les symboles des évangélistes, ainsi que du côté nord une fresque de Jean-Francois de Troy : Saint Jérôme Emilien présentant des orphelins à la Vierge.
La basilique est liée à un titre cardinalice depuis 1587. D'abord dénommé Saint-Alexis, il porte maintenant le nom de Saints-Boniface-et-Alexis.

## Galerie

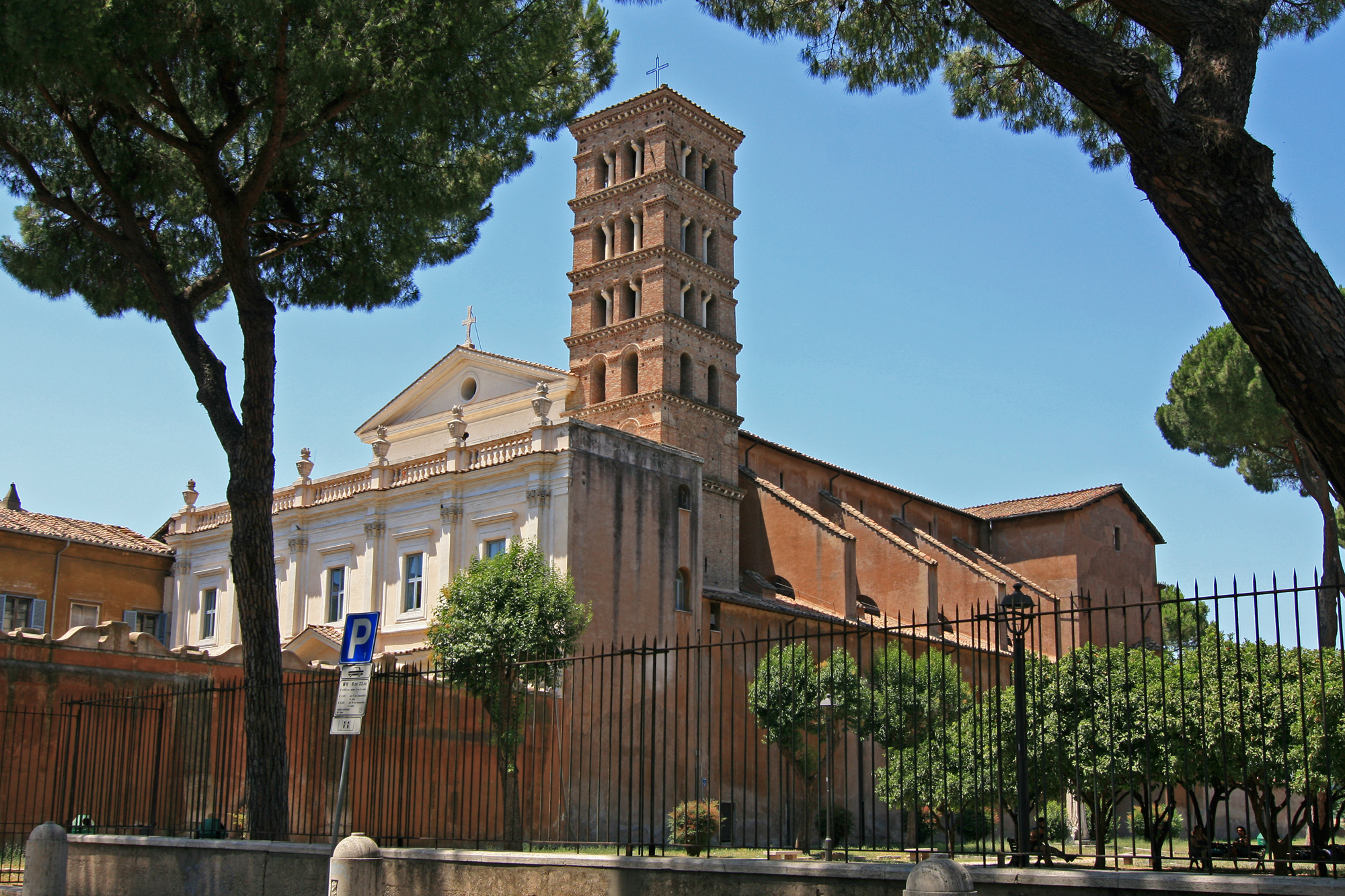
Extérieur
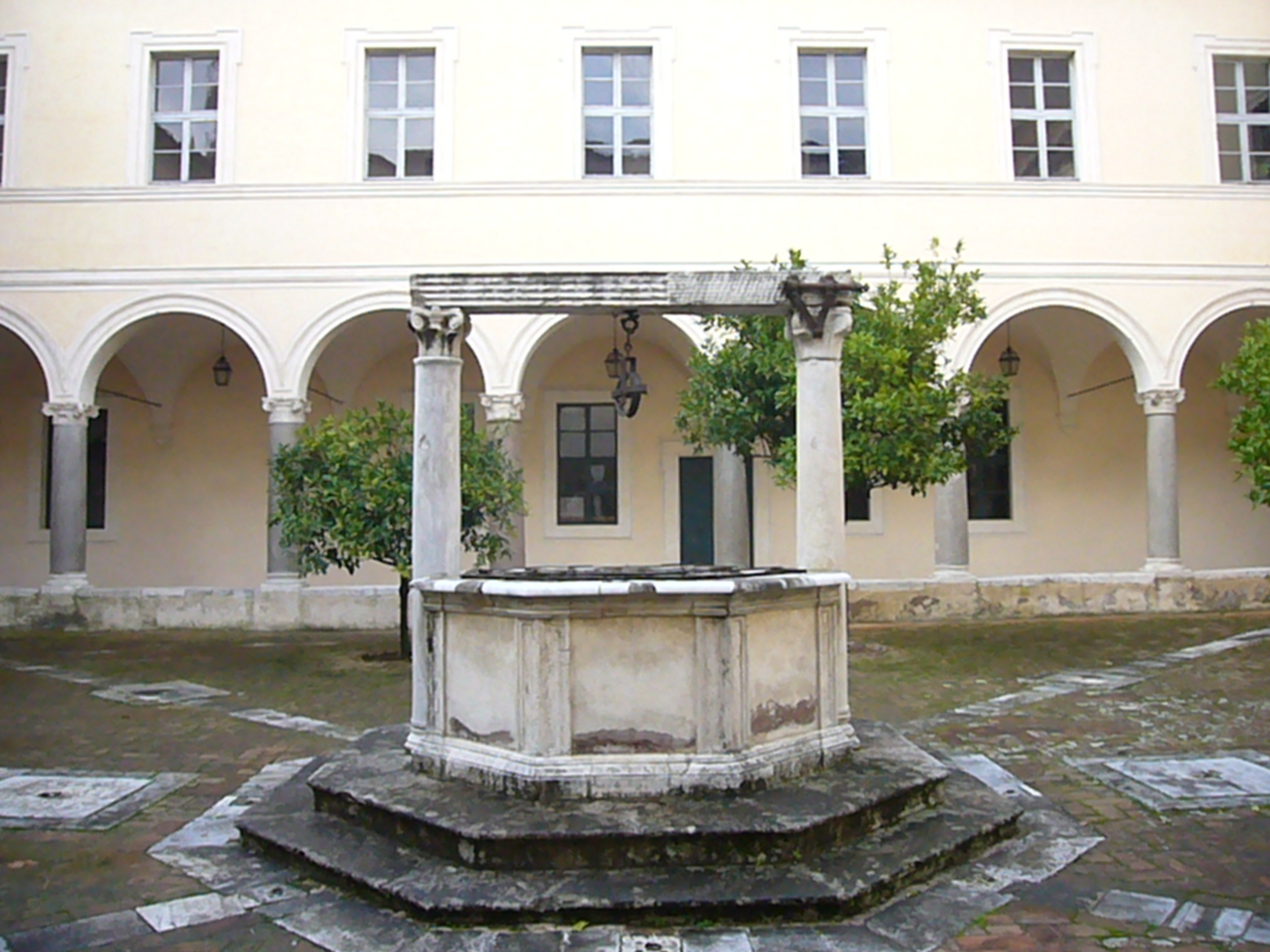
Cloître et puits
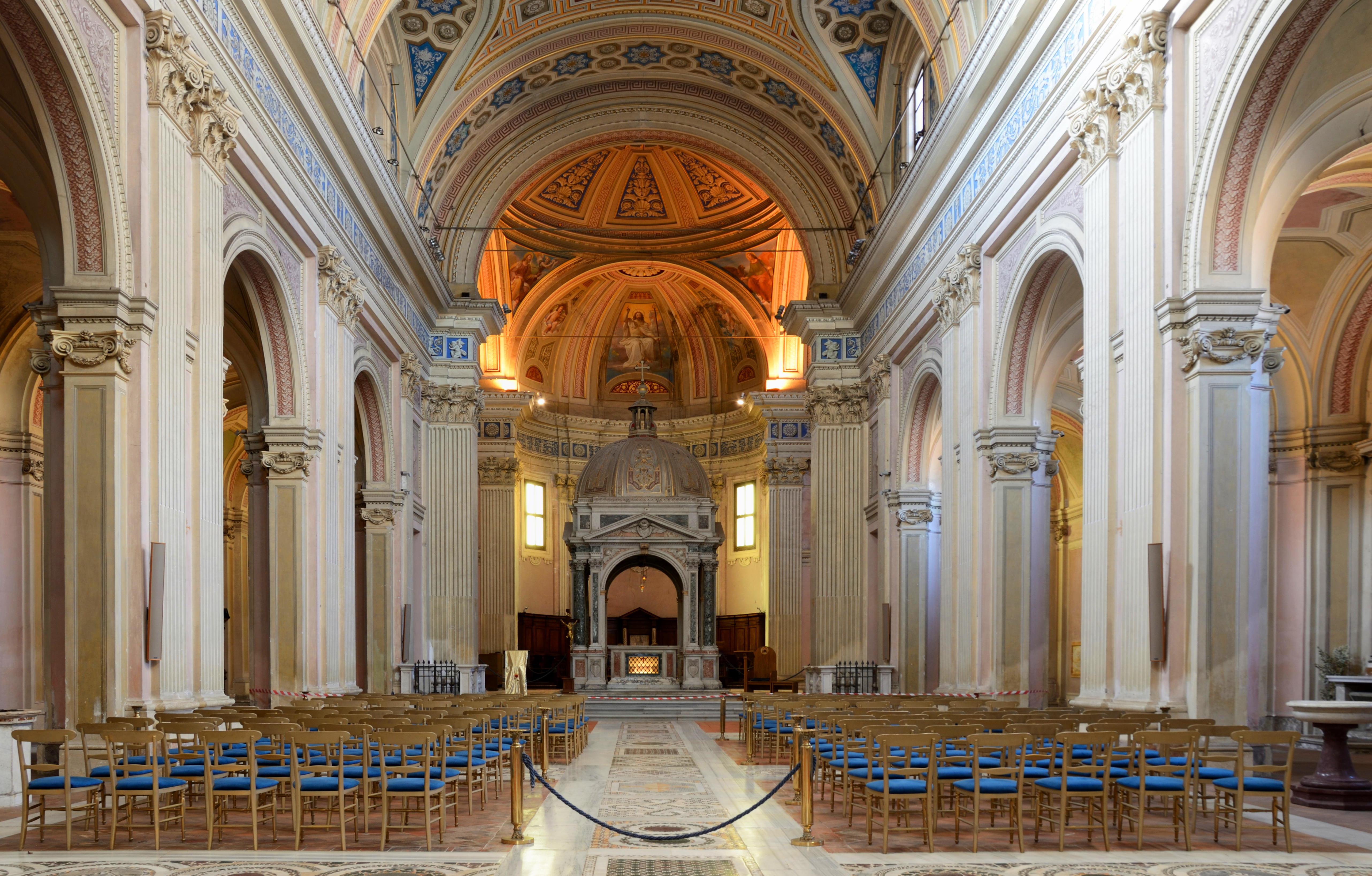
Intérieur
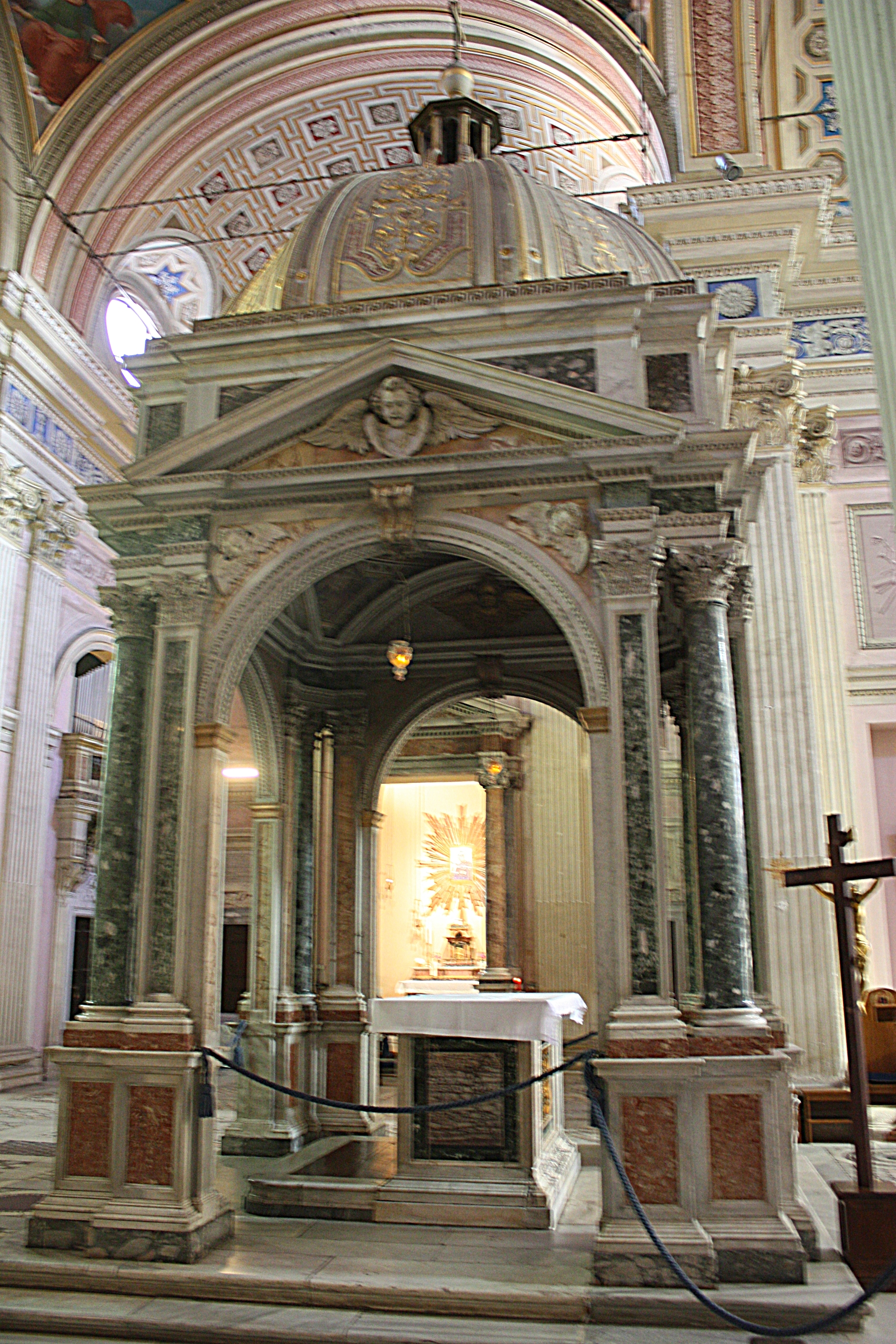
Autel
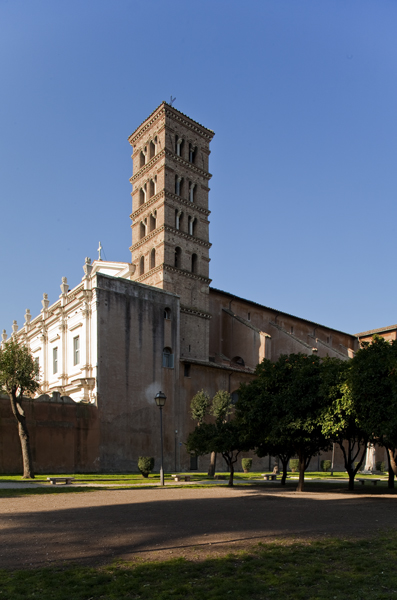
Campanile roman